# St. Wilhelm (Hamburg-Bramfeld)

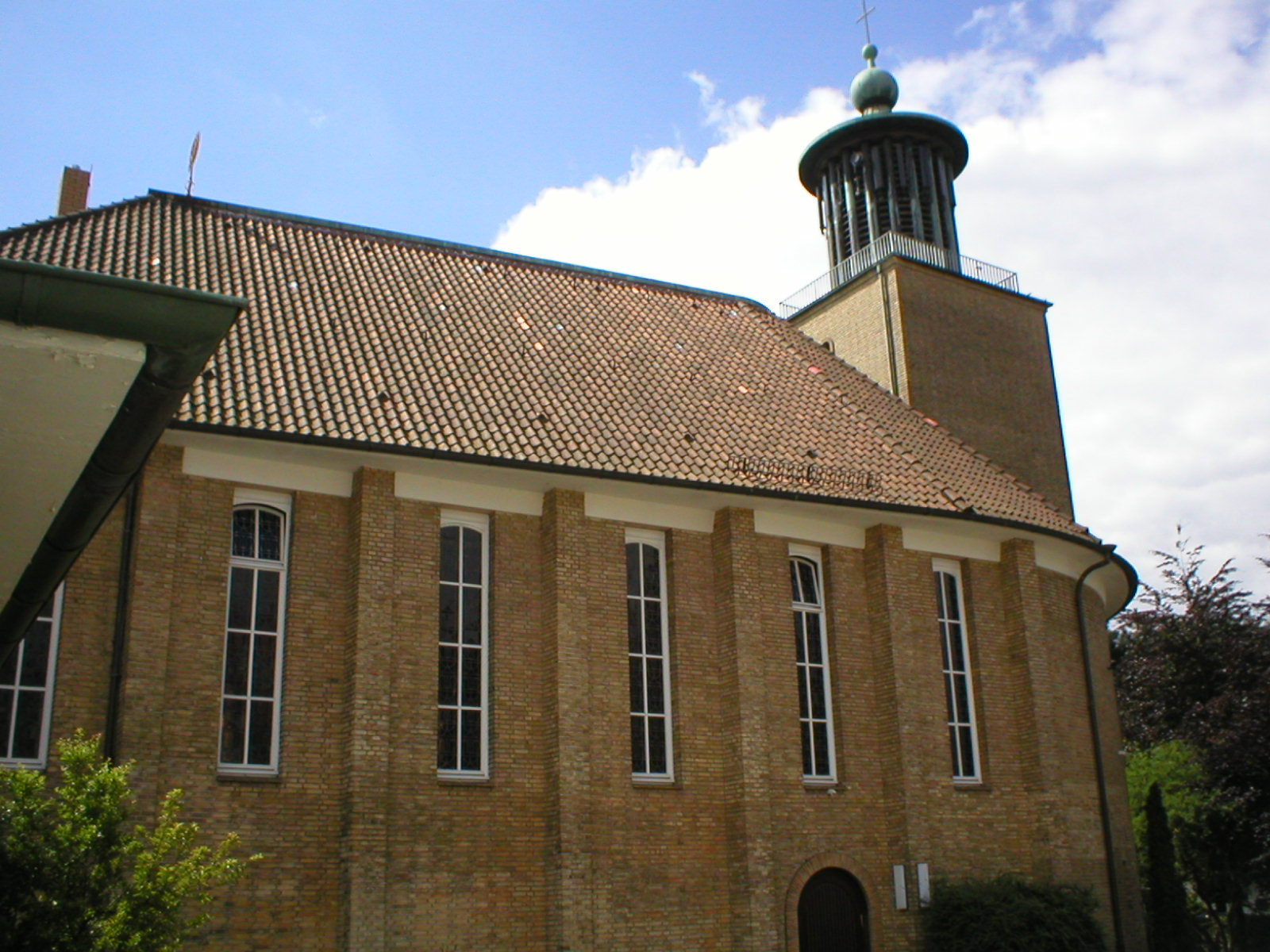
Sankt Wilhelm

Die römisch-katholische Kirche St. Wilhelm, Gotteshaus der gleichnamigen Kirchengemeinde, liegt in Hamburg-Bramfeld und wurde 1955–1956 gebaut (Architekturbüro Puls & Richter, Hamburg). Das Patrozinium „St. Wilhelm“ bezieht sich auf den Heiligen Wilhelm von Aquitanien (um 750 – 812). Er war ein Enkel des berühmten Karl Martell und trat in die Dienste seines Vetters, Karls des Großen, der ihn zum Herzog von Aquitanien (Südfrankreich) machte. Er tat sich hervor in den Kämpfen gegen die von Spanien aus vordringenden Sarazenen. Später gründete er ein Benediktinerkloster im Gebirgstal von Gellone und trat selbst als einfacher Mönch dort ein.
Die Kirchengemeinde besaß bis 2014 den Status einer Pfarrei. Sie wurde im Rahmen der Neugliederung des Erzbistums Hamburg am 29. Juni 2014 mit den benachbarten Gemeinden Heilig Geist (Farmsen), Mariä Himmelfahrt (Rahlstedt), St. Bernard (Poppenbüttel), Heilig Kreuz (Volksdorf) sowie allen katholischen Einrichtungen und Diensten dieses Bereichs zur neu gegründeten Pfarrei „Seliger Johannes Prassek“ vereinigt.

## Gemeinde
Die seit 1941 bestehende römisch-katholische Kirchengemeinde St. Wilhelm ist nicht deckungsgleich mit der politischen Verwaltungseinheit „Hamburg-Bramfeld“ und umfasst ca. 3.000 Gläubige. Von der soziologischen Struktur her ist die Gemeinde gut durchmischt, d. h., sie ist weder eine eigentliche Akademikergemeinde, noch eine ausgesprochene Arbeiterpfarrei. Auch alle Altersstufen sind gut vertreten und der Zuzug vieler junger Familien hat die Zahl der Gemeindemitglieder in den letzten Jahren noch etwas anwachsen lassen.

## Geschichte

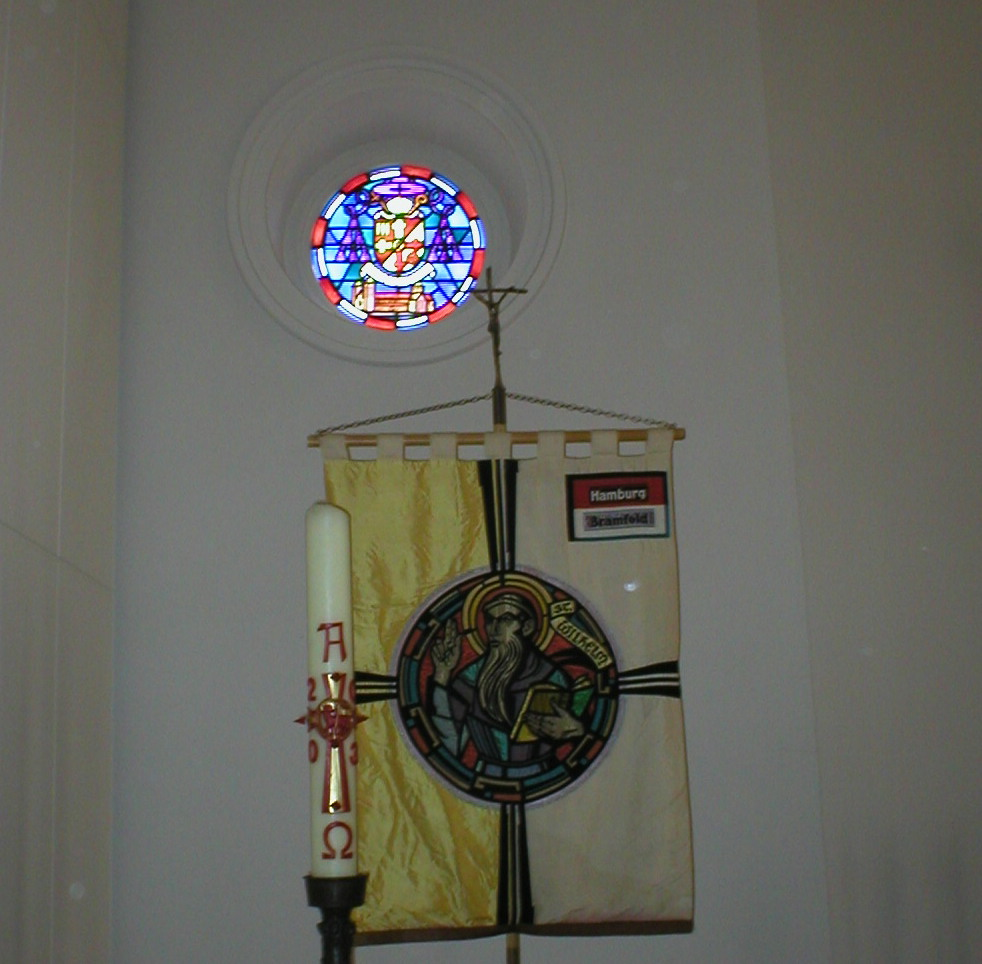
Sankt Wilhelm Fahne unter Glasfenster in Bullaugenform

Die Gemeindegeschichte begann, als der damalige Primarius der Stadtkirche, Prälat Bernhard Wintermann, in Bramfeld am Hohnerkamp ein Gärtnerhaus mit zugehörigem Grundstück kaufte, ein Pfarrhaus daraus machte und darin, weil wegen des Krieges ein Kirchbau noch nicht möglich war, 1940 eine Anna-Kapelle benedizierte, die nun Katholiken aus Bramfeld, Farmsen und Wellingsbüttel zum Gottesdienst versammelte. Die werdende Gemeinde gehörte zur Pfarrei Wandsbek, wurde aber von Geistlichen in Barmbek mit betreut, bis sie (ab Oktober 1941) mit Pastor Gerhard Hawighorst ihren ersten eigenen Pfarrer bekam. Die schweren Fliegerangriffe im Sommer 1942 und 1943 auf Hamburg führten auch am Pfarrhaus zu schweren Schäden. Die Zahl der Gottesdienstbesucher wuchs, die Gemeinde konsolidierte sich, das caritative Leben blühte auf, und 1951 wird in der Pfarrchronik, im Zusammenhang mit der Liturgie der Kar- und Ostertage, erstmals schon ein kleiner Chor erwähnt. Unter dem Wirken von Pfarrer Paul Alberti, der großen Wert auf Hausbesuche legte, erstarkte das Gemeindeleben weiter.
Am 6. Juli 1955 kam es zur Grundsteinlegung der heutigen Kirche. Prälat Wintermann benannte sie – gleichsam im Alleingang – nach dem Namenspatron des damaligen Osnabrücker Bischofs Wilhelm Berning, dem Hl. Wilhelm von Aquitanien. Am 4. Juni 1956 nahm Weihbischof Johannes von Rudloff die feierliche Weihe der Kirche vor.

## Kirchenbaubeschreibung
Die Kirche St. Wilhelm besteht aus einem Hauptraum, einem kleinen Seitenschiff, einer Empore und einer Sakristei.
Altarraum
Im Altarraum steht ein massiger Altar, der auf einem künstlerisch gestalteten Bronzeuntersatz eine grobe, dicke Holzplatte trägt (Egino Weinert).
Links neben dem Altar ragt eine bronzene Tabernakelstele empor, die mit ihren eingelassenen Emaillebildern an biblische Szenen erinnert. Rechts vom Altar platziert ist der Ambo (ebenfalls Weinert), auf dem das beherrschende Emaillebild die Pfingstszene. Über und hinter dem Altar hängt ein spätgotisches Kreuz herab, dem später die Figuren Mariens und des Lieblingsjüngers Jesu zugeordnet wurden, so dass nun die Kreuzigungsszene dargestellt wird, wie sie das Johannesevangelium schildert:
Hinterer Teil
Im hinteren Teil der Kirche ist eine Figur des hl. Antonius von Padua aufgestellt (Weinert). Das Halbrelief der Pietà ist die Stelle, an der eine Kerze brennt, so lange ein Verstorbener der Gemeinde noch nicht beerdigt ist.
Seitenschiff

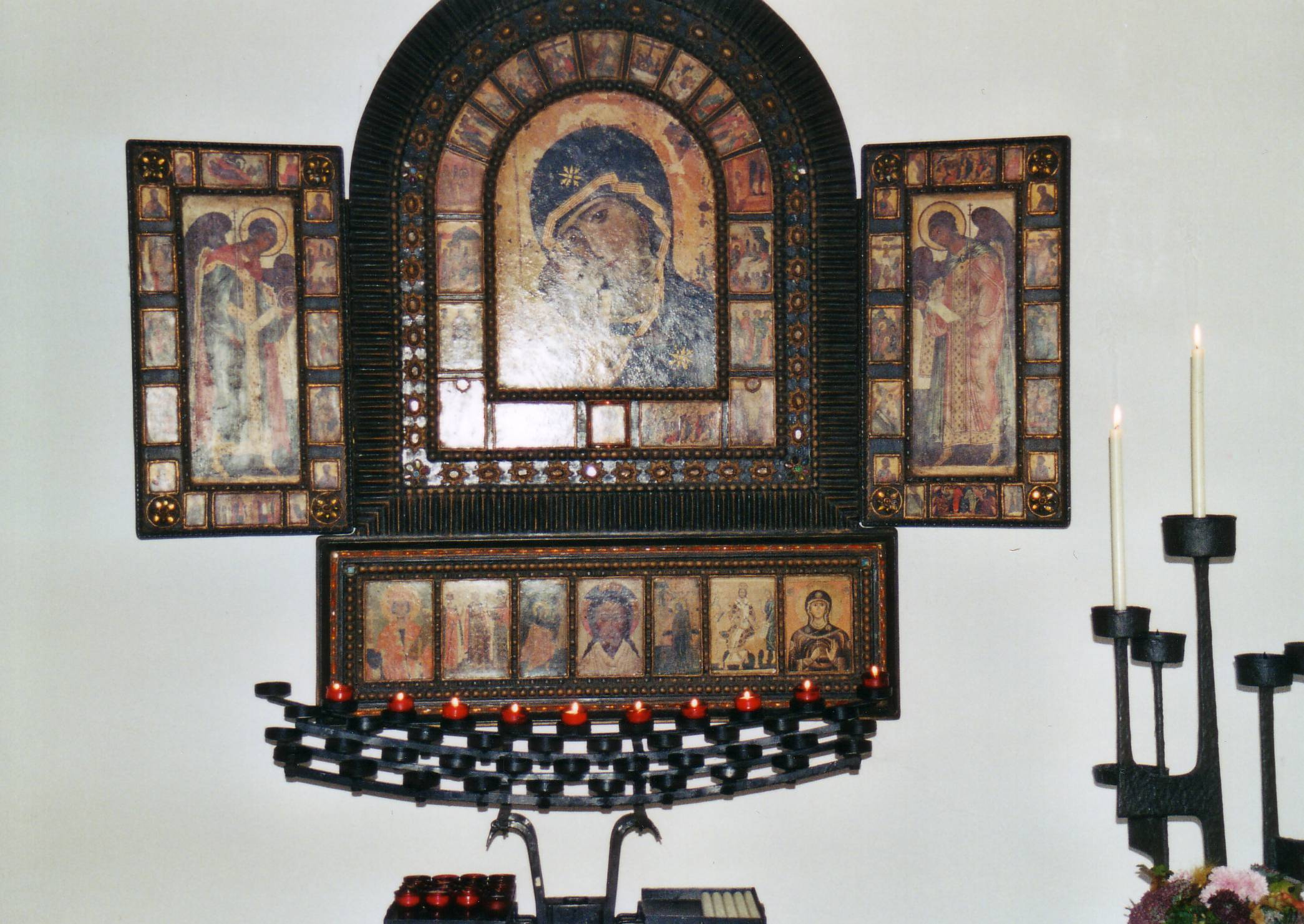
Marienaltar Sankt Wilhelm

Im Seitenschiff, das durch weitere entsprechende Bilder insgesamt ein orthodoxes Gepräge hat, hängt an der Stirnwand eine Kopie der Ikone der Muttergottes von Vladimir, eines der ältesten Marienbilder Russlands. Sie ist umrahmt von einer Vielzahl weiterer kleiner Ikonenbilder und von zahlreichen Edelsteinen und weist zusätzlich zwei schmale Seitenflügel mit Engelikonen auf. Dieser Marienaltar wurde 1971 von Elisabeth Drost gestaltet.
Vor ihm stehen verschiedene Kerzenständer; darunter ein runder, den Erdball darstellender, der von einem mittlerweile verstorbenen, geschätzten Mitglied der Gemeinde geschaffen wurde.
Charakteristika
Ein Charakteristikum der Kirche sind die Bullaugen-artigen Rundfenster in der Seitenkapelle und im Altarraum. Eines der Fenster im Altarraum zeigt in farbiger Verglasung den Kirchenpatron in der zweiten Phase seines Lebens als bärtigen Mönch mit deutlicher Tonsur, die eine Hand zum Gelöbnis erhoben.
Grundstück
Die Kirche ist direkt verbunden mit dem Gemeindehaus (Treffpunkt für Aktivitäten außerhalb der Messfeier für Gemeindemitglieder) und dem zur Gemeinde gehörigen Kindergarten, beide in entgegengesetzter Richtung ungefähr in gleicher Distanz vom Pfarrhaus.

## Besondere Feierlichkeiten
Am 4. Juni des Jahres 2006 feierte die Gemeinde ihr 50-jähriges Kirchweihjubiläum.
Jedes Jahr wird in St. Wilhelm ein Sommerfest gefeiert. Zudem ist es Tradition in den letzten Jahren geworden, dass der Pfarrer der Gemeinde an seinem Geburtstag ein Grillfest ausrichtet.
Des Weiteren sollte Erwähnung finden, dass St.Wilhelm Initiator und Stifter mehrerer Projekte innerhalb von Hamburg ist, z. B. des „Haus Betlehem“, in dem Schwestern des Ordens der Mutter Teresa, die Missionarinnen der Nächstenliebe, im Stadtteil St. Pauli sich der Obdachlosen annehmen. Bei Bad Oldesloe hat die Gemeinde ein Freizeit- und Tagungshaus, „Haus Emmaus“.